# Hugo Sedláček
Hugo Sedláček (Křivoklát, 19 febbraio 1895 – Praga, 18 febbraio 1952) è stato un nuotatore e pallanuotista cecoslovacco.
È stato un membro della Cecoslovacchia che ha partecipato ai Giochi di Anversa 1920.